# Battlefield V
Battlefield V är en förstapersonsskjutare från EA/DICE som utspelas under andra världskriget.
Spelet släpptes den 20 november 2018. Spelet har kvar de klassiska fyra valen av klasser: Medic, Scout, Assault och Support. Spelaren blir invald i två olika lag, antingen Nazityskland, Kejsardömet Japan, USA eller som Storbritannien. Enspelarkampanjen består av olika War Stories där spelaren får uppleva oberättade historier om soldaterna som var med i kriget. Spelet utspelar sig i Norge, Nederländerna, Nordafrika och Frankrike.

## Mottagande
Vid release av trailern för Battlefield V utsattes spelet för hård kritik för att det inte speglar andra världskriget historiskt korrekt, vilket har erkänts av DICE. Till exempel har det noterats att det finns kvinnliga soldater i spelet. De som har kritiserat spelet har gjort det bland annat på grundval att det under andra världskriget inte fanns några kvinnliga stridande soldater vid någon av fronterna. Detta stämmer dock inte, åtminstone Sovjetunionen hade kvinnliga krypskyttar.